# Хилл, Дэвид Лоуренс
Дэвид Лоуренс Хилл (англ. David L. Hill; 11 ноября 1919, Бунвилл, Миссисипи — 14 декабря 2008[…], Брайтон, Нью-Йорк) — американский физик-ядерщик, работавший над Манхэттенским проектом во время Второй мировой войны и возглавлявший Федерацию американских учёных. Наиболее известен своими показаниями против выдвижения Льюиса Штрауса на пост министра торговли США в 1959 году.

## Биография
Хилл родился в Бунвилле, штат Миссисипи. В 1942 году, после окончания Калифорнийского технологического института, присоединился к группе Энрико Ферми в Металлургической лаборатории в Чикаго, где оставался в течение всей войны. Входил в группу учёных, построивших «Чикагскую поленницу-1» — первый в мире искусственный ядерный реактор. В 1945 году он был одним из 70 учёных, подписавших Петицию Силарда с просьбой к президенту Трумэну предупредить японцев перед применением атомной бомбы.
После войны в 1951 году получил докторскую степень по ядерной физике в Принстонском университете. Его научным руководителем был Джон Арчибальд Уилер. Он был ассистентом профессора в Университете Вандербильта, а с 1954 по 1958 год работал физиком-теоретиком в Лос-Аламосской национальной лаборатории.
В 1953 году Хилл, в качестве председателя Федерации американских учёных, подверг критике речь Льюиса Штрауса, в которой тот отстаивал своё несогласие с поставками радиоизотопов в Норвегию в 1949 году. В 1959 году выступил в Сенате США перед Комитетом по торговле против назначения президентом Эйзенхауэром Льюиса Штрауса на пост министра торговли, заявив, что «большинство учёных в этой стране предпочли бы, чтобы г-н Штраус полностью ушёл из правительства». Хилл обвинил Штрауса в отсутствии честности, навязчивом стремлении к личному одобрению, постоянном высокомерии и личной мстительности. В числе проблем были упомянутые выше противодействие Штрауса перевозке радиоизотопов в 1949 г. и его роль в слушаниях по вопросам безопасности, в результате которых Роберт Оппенгеймер был лишён допуска к секретной работе. Сенат проголосовал против кандидатуры Штрауса.
В конце своей карьеры Хилл работал в частном секторе, основал научно-исследовательские компании, включая Nanosecond Systems Inc., производителя высокоточного измерительного оборудования, и занимал пост президента Harbor Research Corp., компании, занимающейся защитой патентов и инвестициями.

## Личная жизнь
31 декабря 1950 года Хилл женился на входившей в Палату представителей штата Теннесси от демократов Мэри Шэдоу; в браке родилось семеро детей. 14 декабря 2008 года он умер в возрасте 89 лет в Брайтоне, штат Нью-Йорк. Похороны были частными.

## В кинематографе
Роль Дэвида Хилла в фильме Кристофера Нолана «Оппенгеймер» исполнил Рами Малек.